# Палець мавпи
«Палець мавпи» (англ. The Monkey's Finger) — науково-фантастичне оповідання американського письменника Айзека Азімова, вперше опубліковане у 1953 році. Увійшло до збірки «Купуємо Юпітер та інші історії» (1975).

## Сюжет
Автор наукової фантастики та його редактор, після дискусії про якість написаного оповідання, вирішують звернутись на розсуд до ексцентричного вченого Арндта Торґессона з його винаходом. Винаходом Торґессона є «прилад», що може продовжити будь-який розпочатий літературний твір найкращим чином. Оскільки виготовити такий складний комп'ютер вчений не зміг, він заклав цю програму в мозок мавпи-капуцина Ролло. На підтвердження своїх слів Торґессон надає сперечальникам уривок з Шекспіра «створений» Ролло, який відрізняється від оригінала тільки однією заміною «невдалої» метафори.
Потім мавпі зачитують оповідання автора аж до спірного моменту, і вона продовжує його вносячи зміни, на яких наполягав редактор. Автор емоційно протестує, заявляючи своє право відходити від механічних канонів написання творів доступних мавпі-комп'ютеру. Принижений редактор визнає програш у суперечці й покидає компанію.
На запитання вченого, щоб робив автор, якщо б мавпа надрукувала його варіант, той легковажно відповідає: «Я думав, вона так і зробить».